# Evangelisch-Lutherische Kirche in Italien
Die Evangelisch-Lutherische Kirche in Italien (kurz ELKI), italienisch Chiesa Evangelica Luterana in Italia (CELI), ist ein Zusammenschluss 15 evangelisch-lutherischer Gemeinden in Italien.

Lutherrose

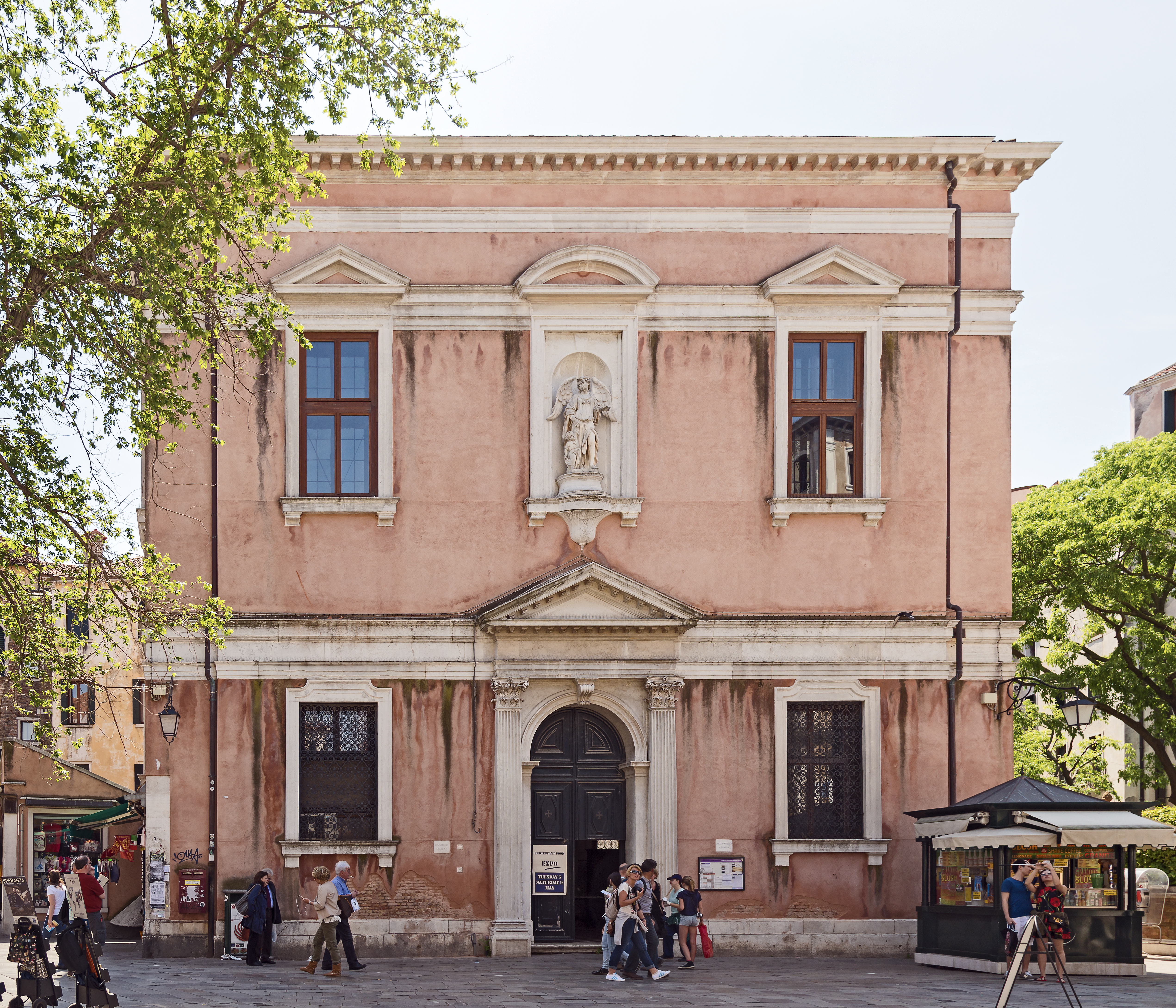
Lutherische Kirche Venedig, vormals Scola dell’Angelo Custode

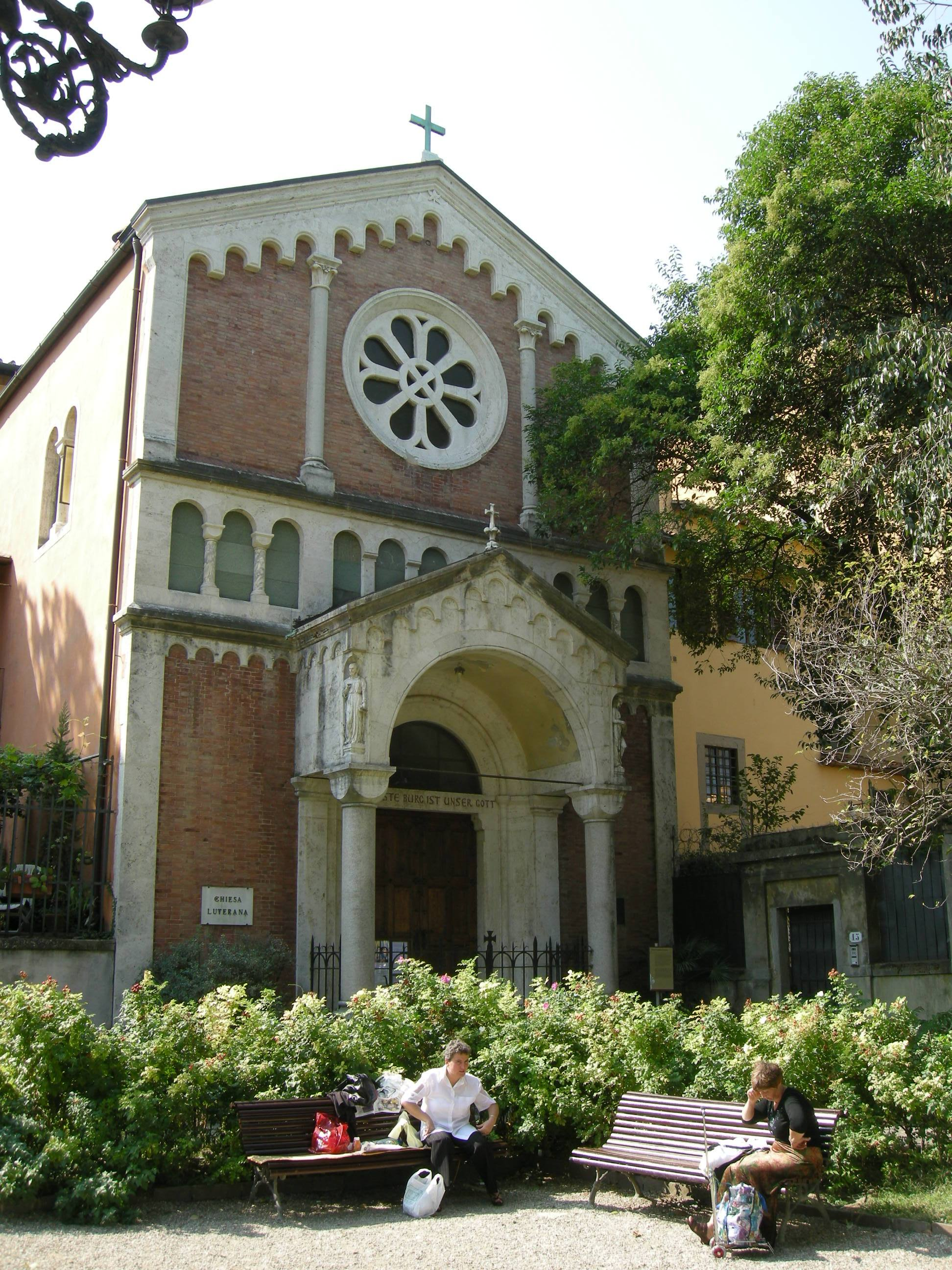
Lutherische Kirche, Florenz

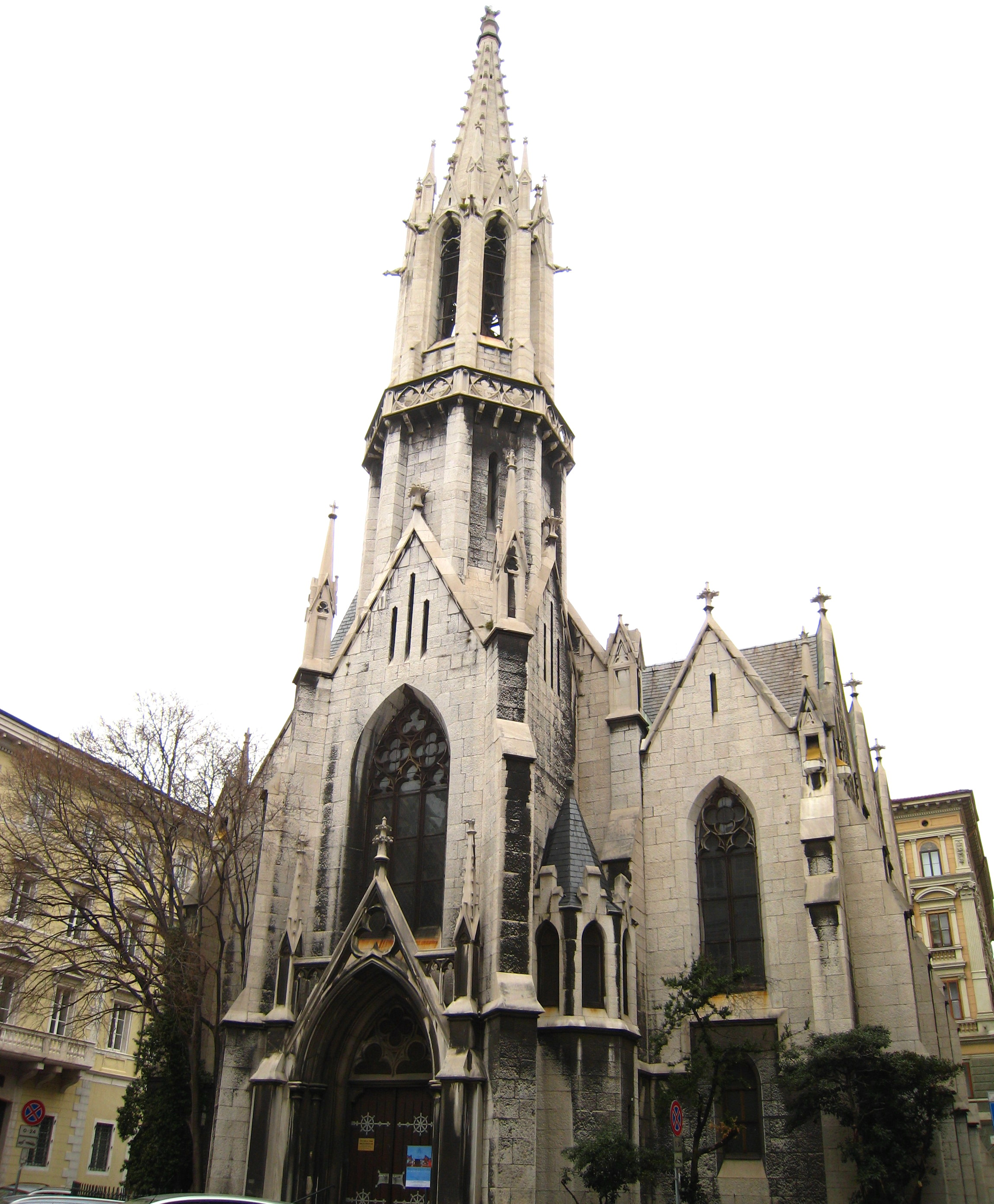
Evangelische Kirche A.B., Triest

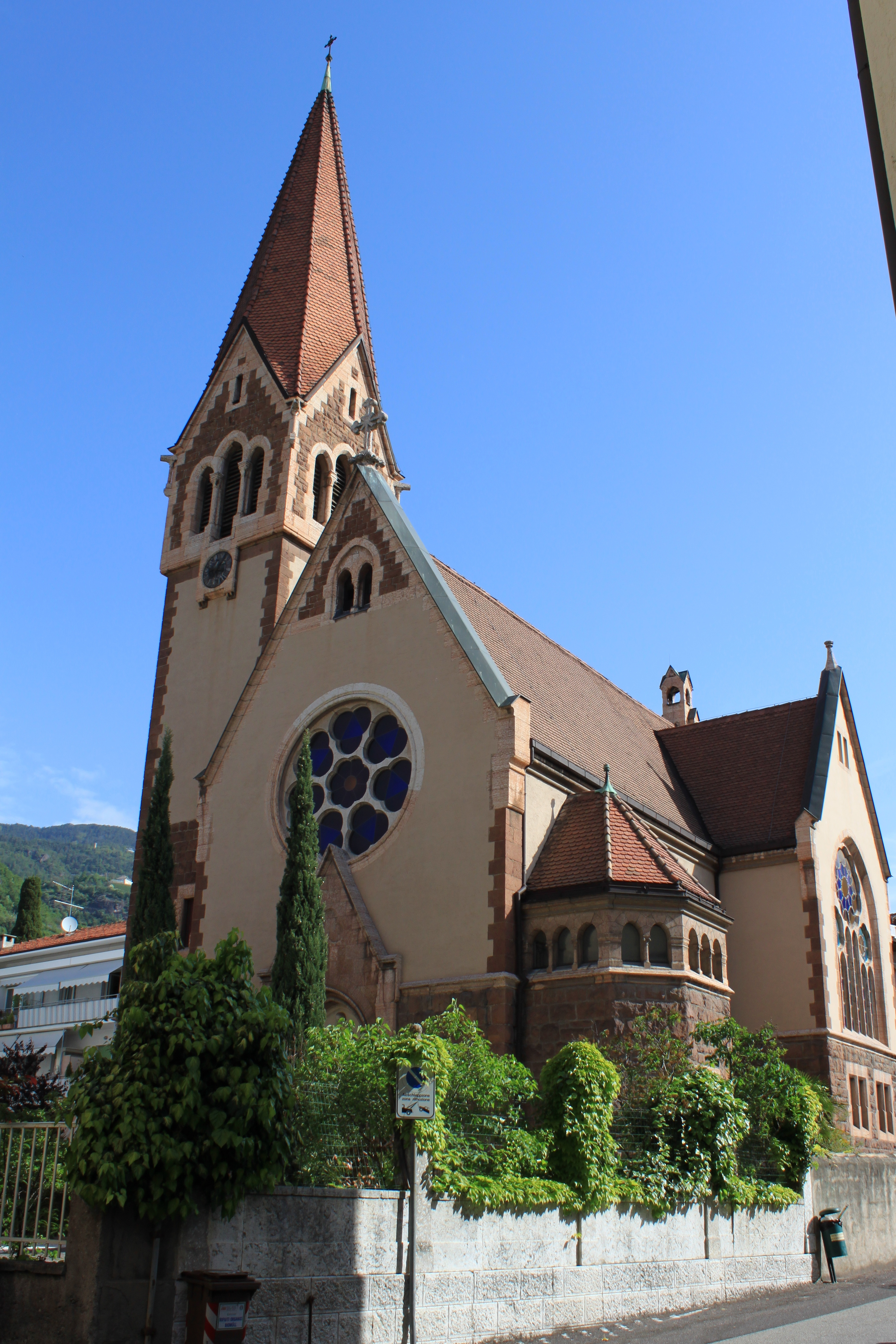
Evangelische Christuskirche, Bozen

## Geschichte
Da die Reformation in Italien letztendlich ohne dauerhafte Wirkung und die römisch-katholische Konfession flächendeckend Staatsreligion blieb, waren lutherische Gottesdienste in Italien in der Frühen Neuzeit nur in den exterritorialen Vertretungen ausländischer, lutherisch geprägter Staaten in den Hauptstädten der italienischen Staaten möglich. Erst im Zuge der italienischen Einigung und der damit einher gehenden Entfremdung zwischen dem Königreich Italien und dem restlichen Kirchenstaat wurden evangelische Gemeinden außerhalb des Schutzes diplomatischer Vertretungen möglich. Da die Gemeinden sehr klein waren, besaßen sie keine eigene Rechtsfähigkeit und waren evangelischen Kirchen im Ausland angeschlossen, insbesondere der preußischen Kirche der Altpreußischen Union, der österreichischen Evangelischen Kirche Augsburger Bekenntnisses und der ebenfalls österreichischen, aber reformierten Evangelischen Kirche Helvetischen Bekenntnisses in Österreich. Neben Deutschen und Schweizern gehörten den Gemeinden auch Skandinavier und Franzosen an.
Die fünfzehn Gemeinden des Zusammenschlusses sind zu unterschiedlichen Zeitpunkten entstanden, viele als Auslandsgemeinden deutschsprachiger Ausländer:
- 1650 Venedig, die Gemeinde geht auf Strukturen aus der Zeit der Reformation zurück und wurde von deutschen Kaufleuten gegründet.
- 1778 Triest (damals zum Heiligen Römischen Reich gehörig): Die Evangelisch-Lutherische Kirchengemeinde erhielt zunächst eine säkularisierte Klosterkirche zugewiesen, die jetzige Kirche wurde 1871–1874 erbaut.
- 1819 Rom, Christuskirche (1910–1922) erbaut.[2]
- 1826 Neapel, Evangelisch-Lutherische Kirche: Ein erster Kirchenbau wurde möglich, als Giuseppe Garibaldi am 7. September 1860 Neapel eingenommen hatte.[1] Die Gemeinde war zunächst deutsch und französisch. Bei der Generalversammlung vom 24. Januar 1866 wurden die beiden Teile institutionell getrennt. Eine Minderheit der Deutschsprachigen wollte die Gemeinde an die preußische unierte Landeskirche anschließen, was jedoch nicht gelang. 1871 verlangte ein Schweizer Mitglied der deutschsprachigen Gemeinde, dass das allgemeine Kirchengebet so gefasst werden müsse, dass es nicht nur für Reichsdeutsche passe.[3]
- 1850 Mailand, (Evangelisch-Lutherische Kirche 1864 erbaut)
- 1861 Meran (damals Österreich-Ungarn, Christuskirche 1883–1885 erbaut)
- 1870 San Remo
- 1889 Bozen (damals Österreich-Ungarn, Christuskirche 1906–1908 erbaut)
- 1896 Genua
- 1899 Florenz (Chiesa Luterana 1901 erbaut)

Seit 1880 arbeiteten die meisten der damals bereits bestehenden lutherischen Gemeinden in Italien zusammen. 1949 schlossen diese Gemeinden sich – mit Ausnahme der von Meran, die erst 2008 beitrat – zur Evangelisch-Lutherischen Kirche in Italien zusammen. 1952 traten drei am Golf von Neapel gelegene Gemeinden der CELI bei: Torre del Greco, Santa Maria la Bruna und Torre Annunziata, die später unter dem Namen der letzteren fusionierten. 1966 entstand die Gemeinde Ispra-Varese im Zusammenhang mit der Gründung der Europäischen Schule in Varese als zweite lutherische Gemeinde in der Lombardei. 1991 trat ein Gemeindeverband für Sizilien mit Pfarramt in Catania bei und 2009 die Gemeinden Verona-Gardone und Turin. In Bari gibt es ein Gemeinde-Aufbauprojekt.
Erst 1993 kam es zu einem Staatskirchenvertrag zwischen der Republik Italien und der CELI. Dieser gewährte der CELI nun auch die Mandatssteuer (0,8 % der Einkommensteuer), wodurch sich ihre finanzielle Situation verbesserte.

## Kirche
Sie hat rund 7.000 Mitglieder und 18 Pfarrer. Ihr Sitz ist Rom. Die Gemeindestruktur ist durch die Verteilung relativ weniger Mitglieder über große Gemeindegebiete geprägt. Es sind „extreme Diasporagemeinden“. Während ursprünglich deutschsprachige Ausländer einen erheblichen Teil der Gemeinden ausmachten, hat sich in der Zeit seit dem Zweiten Weltkrieg das Gewicht immer mehr auf Gemeindemitglieder verschoben, die als Ehepartner oder anderem Grund nach Italien ausgewandert sind und deren Nachkommen.
Die Kirche ist zu klein, um selbst Geistliche auszubilden. Sie engagiert daher Pfarrer und Pfarrerinnen aus Deutschland, der Schweiz, aber auch Italien. Die 15 Gemeinden halten regelmäßig Gottesdienste an 26 Orten, zum Teil mit Gaststatus in Waldenserkirchen. Ein großes Feld für die Gemeinden ist die Urlauberseelsorge, die an 16 Orten geleistet wird.
Die ELKI hat sich eine Verfassung gegeben, die derzeit gültige stammt aus dem Jahr 2004. Die ELKI ist synodal organisiert. Auf Gemeindeebene gibt es eine Gemeindeversammlung und einen Gemeindevorstand. Die ELKI selbst besitzt eine Synode, die einmal im Jahr tagt und grundsätzliche Beschlüsse fasst. Das Konsistorium, das Exekutivgremium, wird von der Synode gewählt und besteht aus drei Laien und zwei Pfarrern. Synodenpräsident ist Wolfgang Prader (Bozen), seine Stellvertreterin Ingrid Pfrommer (Turin). Leitender Geistlicher ist ein Dekan, seit 2022 ist es Carsten Gerdes, Pfarrer in Ispra-Varese.
Die ELKI ist Mitglied im Lutherischen Weltbund (LWB), der Gemeinschaft Evangelischer Kirchen in Europa (GEKE), der Konferenz Europäischer Kirchen (KEK) und der Föderation Evangelischer Kirchen in Italien (FCEI).